# Gare de Beynost
La gare de Beynost est une gare ferroviaire française de la ligne de Lyon-Perrache à Genève (frontière), située sur le territoire de la commune de Beynost dans le département de l'Ain, en région Auvergne-Rhône-Alpes.
Elle est une halte voyageurs de la Société nationale des chemins de fer français (SNCF) desservie par des trains TER Auvergne-Rhône-Alpes.

## Situation ferroviaire
Établie à 181 mètres d'altitude, la gare de Beynost est située au point kilométrique (PK) 20,966 de la ligne de Lyon-Perrache à Genève (frontière), entre les gares ouvertes de Saint-Maurice-de-Beynost et de Montluel, s'intercale la halte fermée de La Boisse.

## Histoire
La section de ligne, entre Lyon et Ambérieu, ouverte le 23 juin 1856 débute sur la rive droite à la gare de Lyon-Saint-Clair, car le pont sur le Rhône n'est pas terminé, la ligne longe le fleuve jusqu'à la gare de Miribel, puis rejoint la gare de Montuel en passant sans un arrêt près de Beynost.
La gare n'existe pas lors de l'ouverture de la ligne, elle est mise en service à une date inconnue.
Elle possédait autrefois un bâtiment voyageurs, désormais disparu.

## Fréquentation
Selon les estimations de la SNCF, la fréquentation annuelle de la gare s'élève aux nombres indiqués dans le tableau ci-dessous.
| Année               | 2024    | 2023    | 2022    | 2021    | 2020    | 2019    | 2018    | 2017    | 2016    | 2015    |
| ------------------- | ------- | ------- | ------- | ------- | ------- | ------- | ------- | ------- | ------- | ------- |
| Nombre de voyageurs | 294 449 | 267 635 | 244 377 | 176 189 | 137 011 | 213 302 | 198 025 | 202 058 | 185 736 | 181 868 |

## Service des voyageurs

### Accueil
Halte SNCF, c'est un point d'arrêt non géré (PANG) à entrée libre. Elle est équipée d'automates pour l'achat de titres de transport.

### Desserte
Beynost est desservie par des trains TER Auvergne-Rhône-Alpes de la ligne 35 ((Chambéry) - Culoz - Ambérieu - Lyon), circulant entre la gare de Lyon-Part-Dieu et la gare d'Ambérieu-en-Bugey ou la gare de Chambéry - Challes-les-Eaux. Des correspondances sont possibles, en gare d'Ambérieu-en-Bugey, vers Culoz, Genève-Cornavin, Évian-les-Bains, Annecy et Saint-Gervais-les-Bains-Le Fayet.

### Intermodalité
Un parc pour les vélos et un parking pour les véhicules sont aménagés. Depuis février 2012, les lignes 1 et 2 du réseau de bus Colibri de la communauté de communes de Miribel et du Plateau ont des arrêts à la Gare de Beynost.

Installations
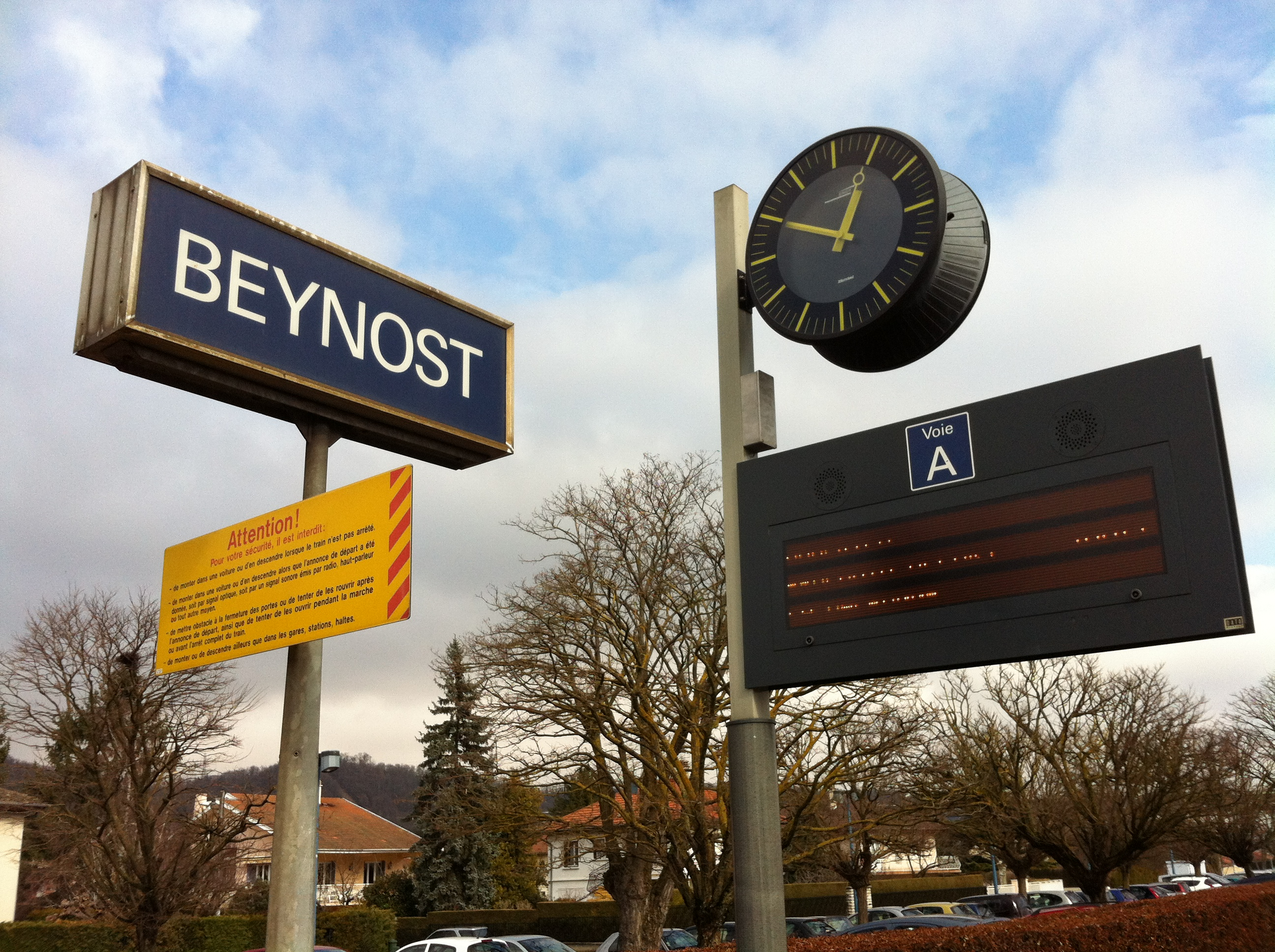
Quai de la gare.
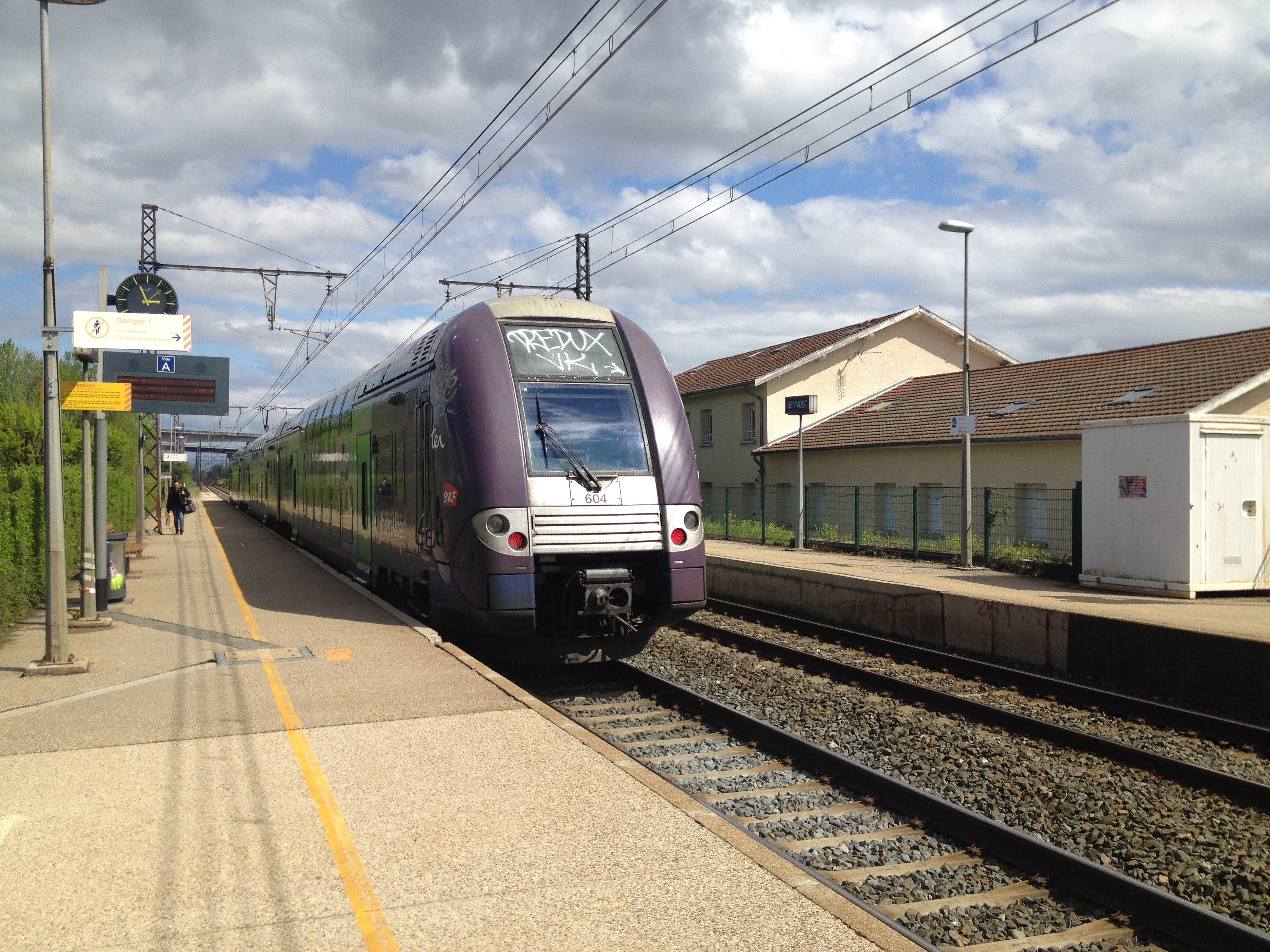
Desserte TER.
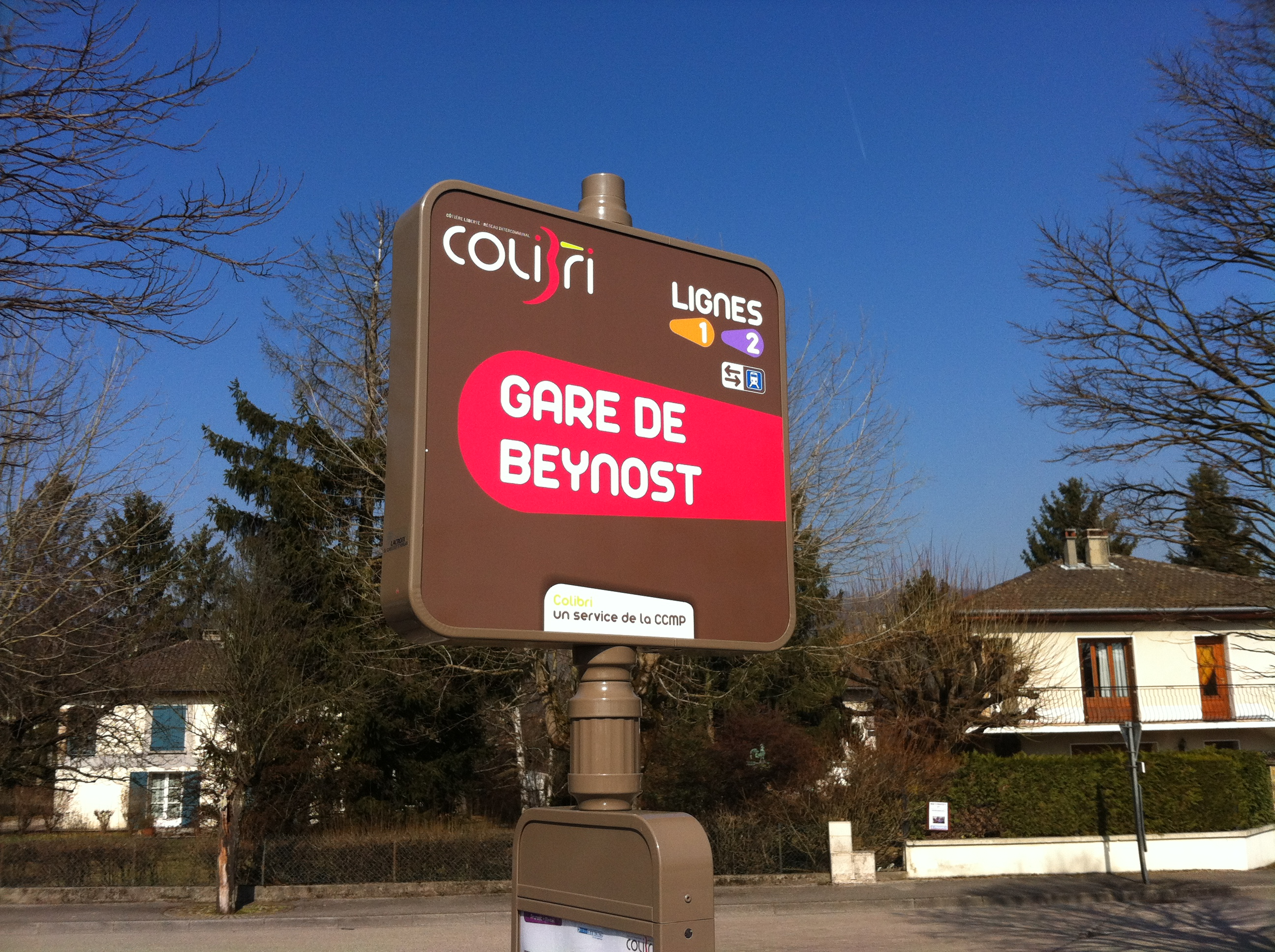
L'arrêt « Gare de Beynost » desservi par les lignes 1 et 2 de Colibri.